# Amt Treptower Tollensewinkel
Im Amt Treptower Tollensewinkel mit Sitz in der Stadt Altentreptow sind 19 Gemeinden zur Erledigung ihrer Verwaltungsgeschäfte zusammengeschlossen. Es liegt im Landkreis Mecklenburgische Seenplatte in Mecklenburg-Vorpommern (Deutschland).
Das Amt besteht seit dem 1. Januar 2005 und entstand aus der Fusion der ehemaligen Ämter Kastorfer See und Tollensetal sowie der vormals amtsfreien Stadt Altentreptow. Zum 9. Juni 2024 wurde Breest nach Bartow eingemeindet.

## Die Gemeinden mit ihren Ortsteilen
- Altenhagen mit Neuenhagen und Philippshof
- Stadt Altentreptow mit Buchar, Friedrichshof, Klatzow, Loickenzin, Rosemarsow, Thalberg, Trostfelde
- Bartow mit Breest, Bittersberg, Groß Below, Klempenow und Pritzenow
- Breesen mit Kalübbe und Pinnow
- Burow mit Mühlenhagen und Weltzin
- Gnevkow mit Marienhöhe, Letzin und Prützen
- Golchen mit Rohrsoll, Ludwigshöhe und Tückhude
- Grapzow mit Kessin
- Grischow
- Groß Teetzleben mit Kaluberhof, Klein Teetzleben, Lebbin und Rottenhof
- Gültz mit Hermannshöhe und Seltz
- Kriesow mit Borgfeld, Fahrenholz und Tüzen
- Pripsleben mit Barkow, Neuwalde und Miltitzwalde
- Röckwitz mit Adamshof und Gützkow
- Siedenbollentin mit Schönkamp
- Tützpatz mit Idashof und Schossow
- Werder mit Kölln und Wodarg
- Wildberg mit Fouquettin, Wischershausen und Wolkow
- Wolde mit Japzow, Marienhof, Reinberg, Schmiedenfelde und Zwiedorf

## Politik

### Wappen, Flagge, Dienstsiegel
Das Amt verfügt über kein amtlich genehmigtes Hoheitszeichen, weder Wappen noch Flagge. Als Dienstsiegel wird das kleine Landessiegel mit dem Wappenbild des Landesteils Vorpommern geführt. Es zeigt einen aufgerichteten Greifen mit aufgeworfenem Schweif und der Umschrift „AMT TREPTOWER TOLLENSEWINKEL“.

## Bildungseinrichtungen

### Schulen
Neben den fünf Schulen der Stadt Altentreptow bestehen im Amt Treptower Tollensewinkel folgende Bildungseinrichtungen:
- Grundschule Burow, Schulstraße 4, 17089 Burow
- Regionale Schule Tützpatz, Verbundene Haupt- und Realschule mit Grundschule, Waldstraße 6, 17091 Tützpatz.

### Kindertagesstätten
Im Amtsbereich werden in Altentreptow (3), Grapzow, Gültz, Siedenbollentin und Wolde insgesamt sieben Kindertagesstätten betrieben.

### Bibliothek
In der Stadtbibliothek Altentreptow stehen mehr als 15.000 Medien zur Ausleihe bereit.